# Sínai-hegy
A Sínai-hegy vagy Szináj (arabul طور سيناء [Ṭūr Sīnāʼ], héberül הר סיני) vagy Hóreb, amelyet Mózes-hegynek is neveznek (Jabal Mūsā, Dzsebel Múszá), a mai Egyiptomhoz tartozó Sínai-félsziget déli részén található hegycsoport.
Itt van Egyiptom legmagasabb csúcsa is, ahol egy 12. századi mecset és egy kápolna, a görög ortodox Szentháromság-kápolna áll. Ez utóbbit 1936-ban építették, egy 6. századi templom helyén. Valaha gyönyörű festményeket és dísztárgyakat állítottak ki a kápolnában, de a turisták áradata miatt manapság már elzárva tartják.
A judaizmus, a kereszténység és az iszlám vallás szent irata alapján Mózes a hegyen kapta a Tízparancsolatot Istentől.
A hegy lábánál fekszik a  6. században épült Szent Katalin kolostor. A hagyomány szerint ezen a helyen volt az égő csipkebokor, ahol Mózes megkapta az isteni kinyilatkoztatást. (2 Móz. 3,1-2)
Néhány kutató vitatja, hogy a Sínai-félszigeten lenne a Bibliában említett Sínai-hegy. Egyesek szerint a Negev-sivatagban, mások szerint Szaúd-Arábia északnyugati csücskében, az Akabai-öböllel átellenben lévő vulkanikus hegységben található.

## Galéria

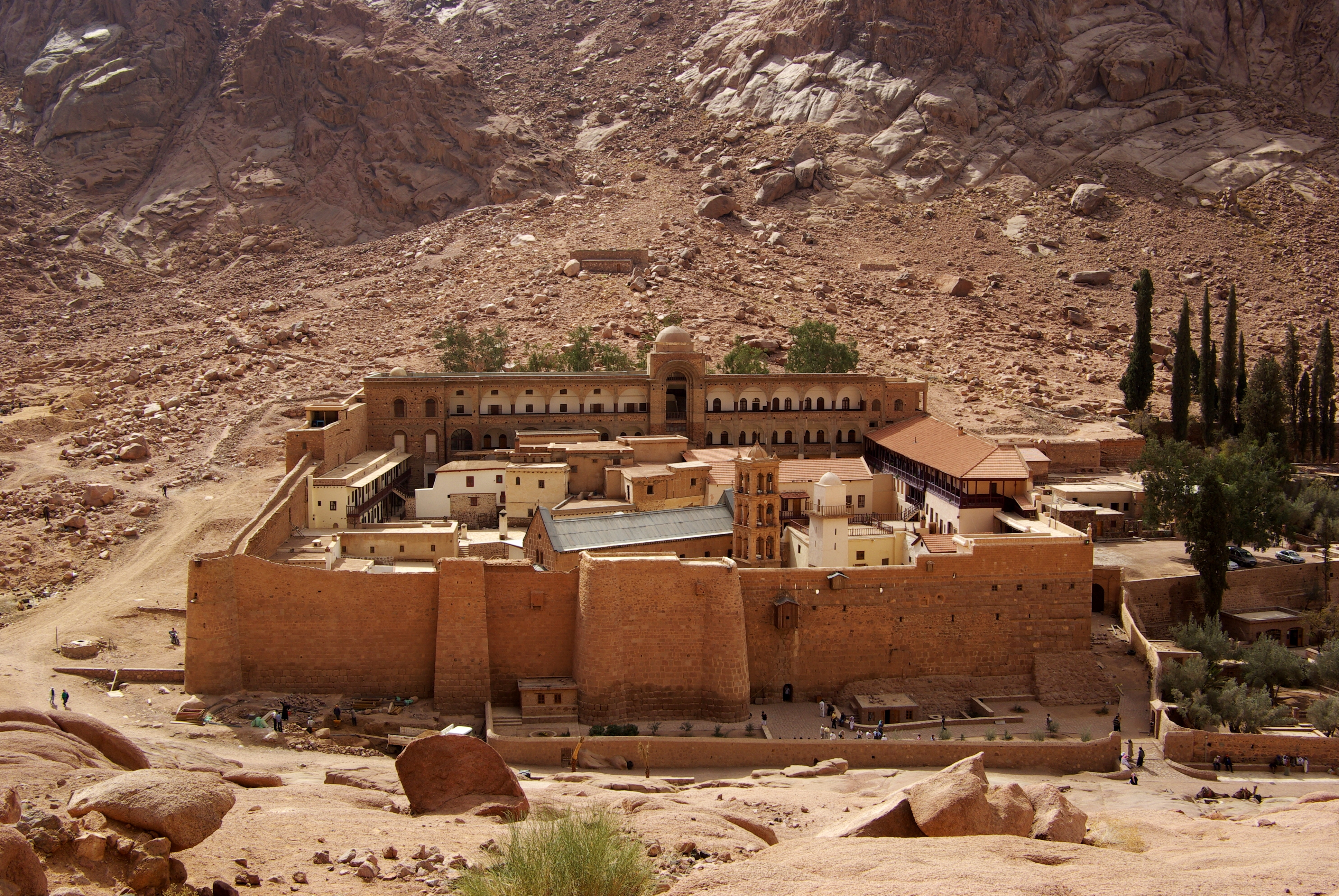
A Szent Katalin kolostor
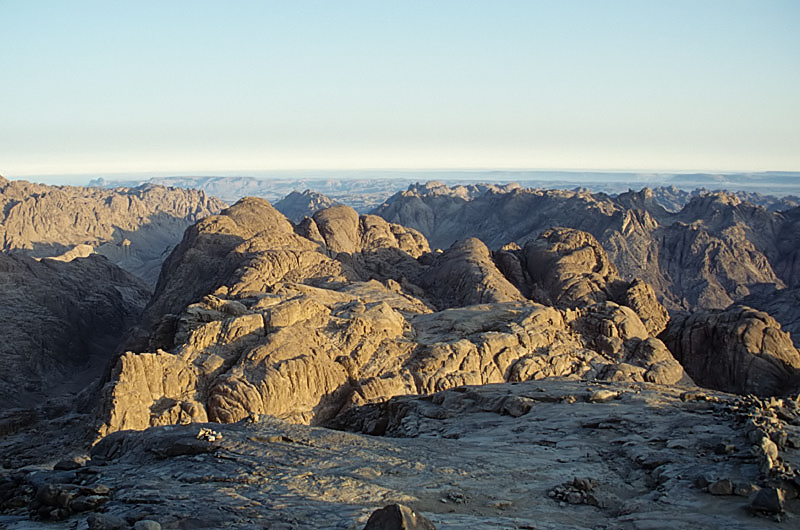
A Sínai-hegy
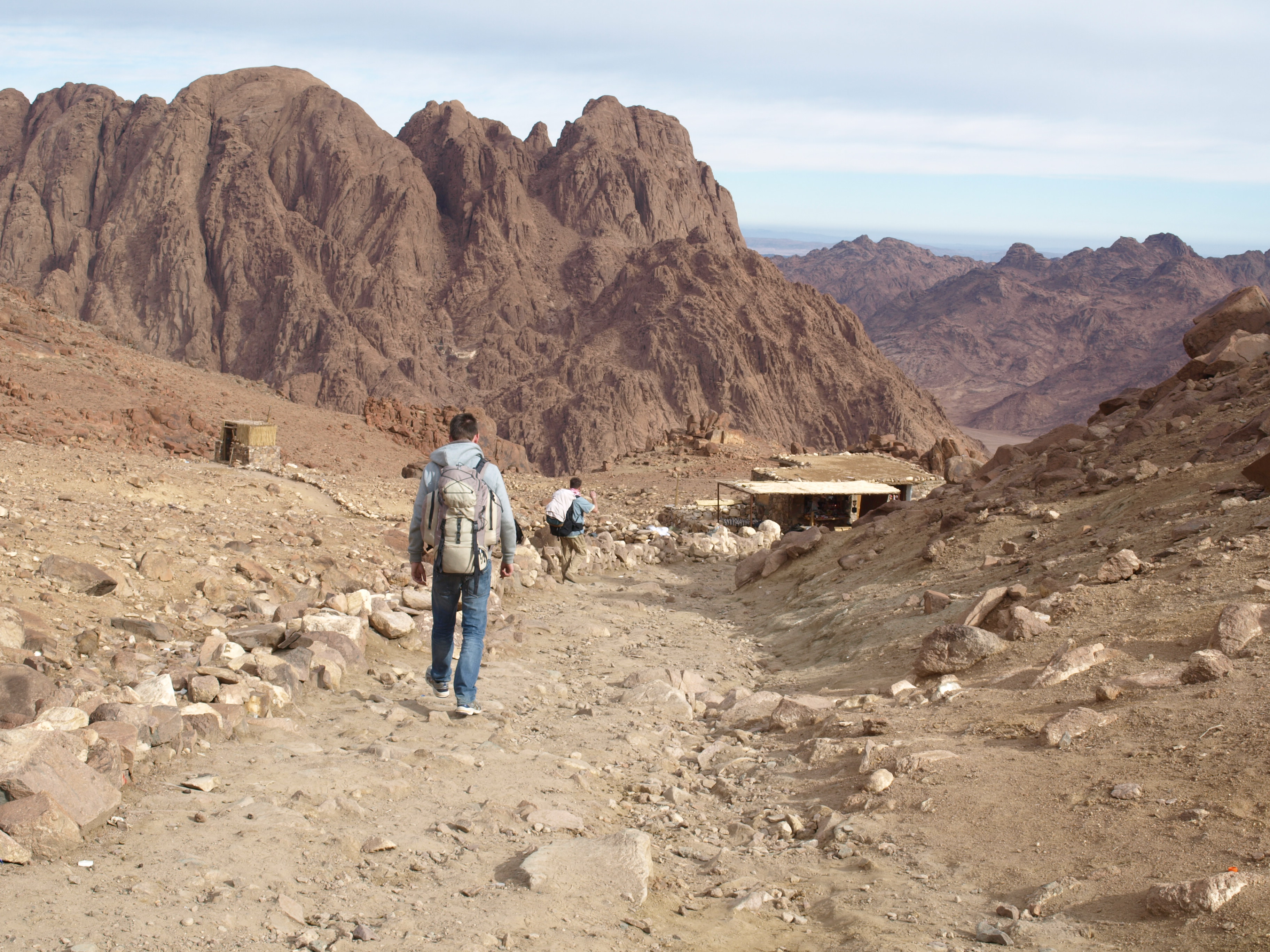
Sínai-hegy
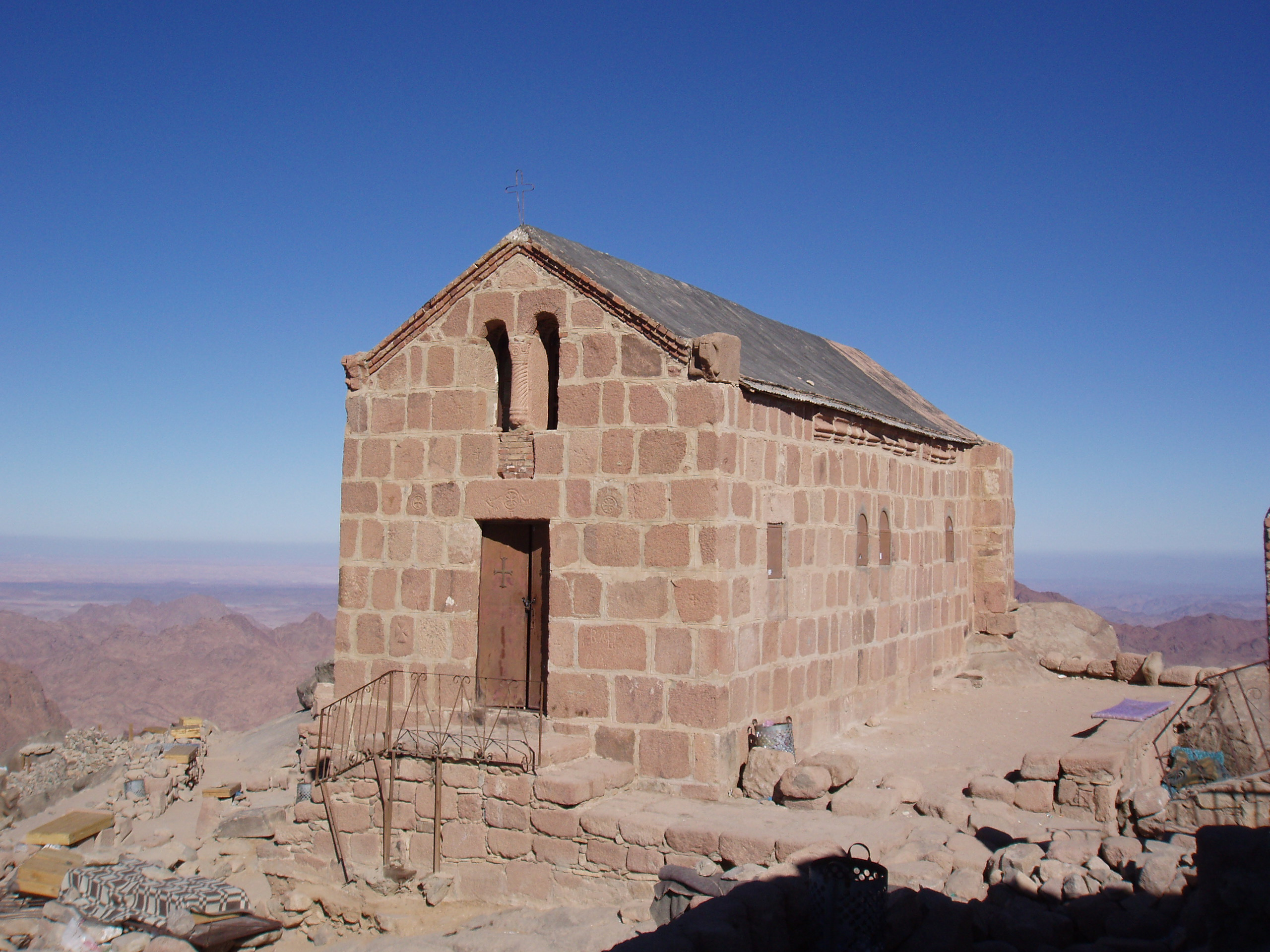
Görög ortodox kápolna a hegytetőn
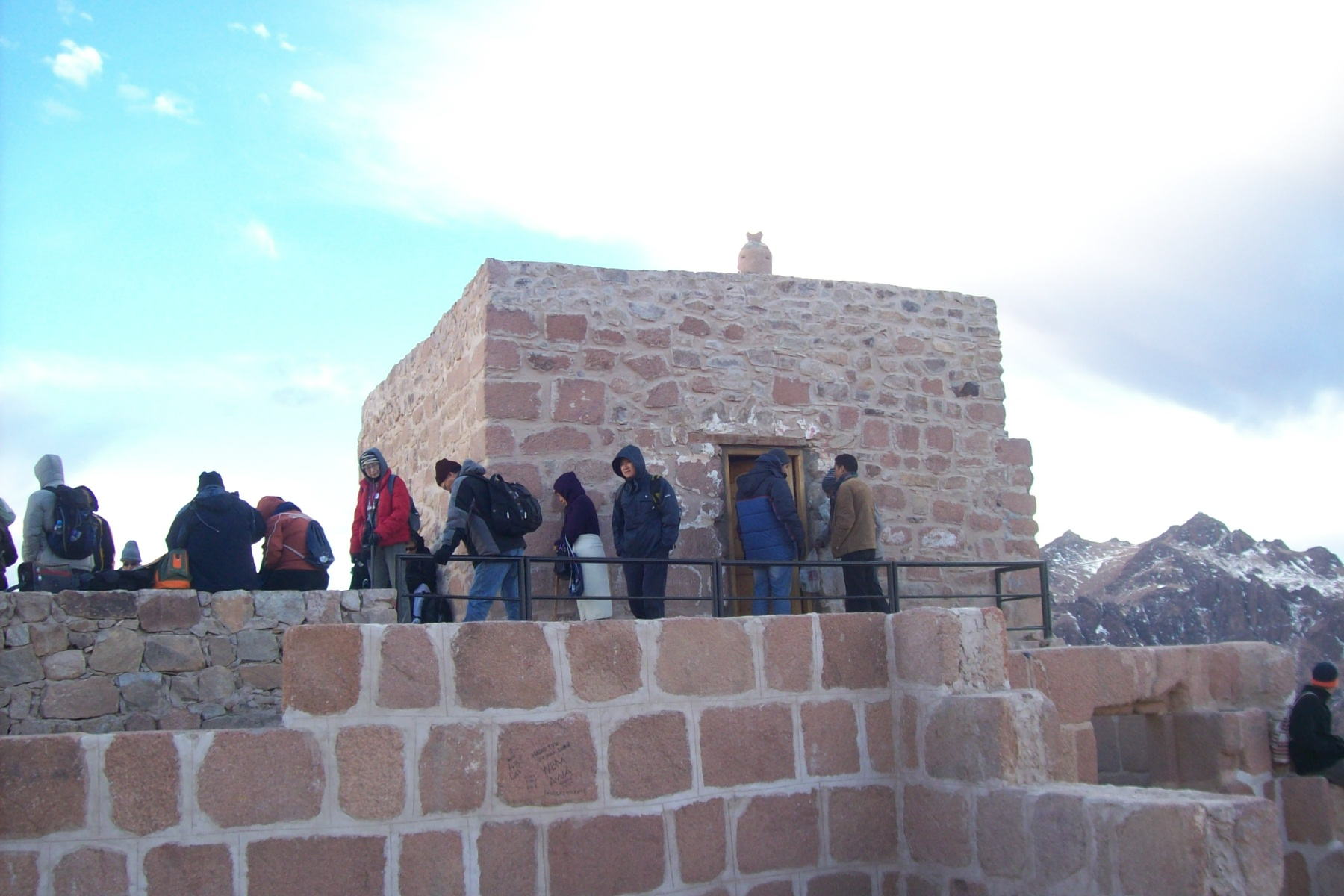
Mecset a hegytetőn